# 格雷厄姆·波特
格雷厄姆·斯蒂芬·波特（英語：Graham Stephen Potter，1975年5月20日—）是一名前英格蘭足球運動員，担任左后卫。退役後擔任總教練，曾執教英超俱乐部布莱顿與切尔西。

## 球员生涯
在13年的球员生涯中，波特足球联赛中出场307次。他还在英超联赛中为南安普顿效力，并在英格兰足球全国联赛中为施鲁斯伯里效力。在国际赛场上，他曾为英格兰21岁以下的球队出场过一次。

## 教練生涯
波特于2010年12月在瑞典厄斯特松德开始经理生涯。他在厄斯特松德赢得了三次升级和瑞典杯，并带领他们进入了2017-18年欧洲联赛的淘汰赛阶段。2018年6月，他被任命为英冠俱乐部斯旺西的主教练，一年后转到英超联赛的布莱顿。
2022年9月9日，被任命为英超球队車路士的主教练。
2023年4月2日，在斯坦福桥0－2输给阿斯顿维拉后，波特被辭退。